# Skarpabborrtjärnen (Idre socken, Dalarna)
Skarpabborrtjärnen är en sjö i Älvdalens kommun i Dalarna och ingår i Dalälvens huvudavrinningsområde.